# Ulica św. Wawrzyńca w Krakowie
Ulica świętego Wawrzyńca – ulica w Krakowie, w dzielnicy I Stare Miasto, na Kazimierzu.
Wytyczona w ramach planu lokacyjnego Kazimierza w 1335 roku.
Początkowo nazywana Wawrzyniecką, obecna nazwa obowiązuje od XIX wieku i pochodzi od stojącego dawniej przy ulicy kościoła św. Wawrzyńca. Większość pierwotnej zabudowy ulicy została zniszczona na przełomie XVII i XVIII wieku. W 1875 rozpoczęto budowę kamienic czynszowych. W 1882 przy ulicy zbudowano zajezdnię tramwajową, w budynku której od 1998 mieści się Muzeum Inżynierii i Techniki. Ulicą na odcinku między muzeum a ul. Starowiślną przebiega torowisko tramwajowe.
W latach 1904–1905 przy ul. św. Wawrzyńca 25 wybudowano elektrownię miejską, stanowiącą dziś przykład architektury przemysłowej początku XX wieku.
Na rogu ul. św. Wawrzyńca i ul. Bożego Ciała znajduje się Bazylika Bożego Ciała, a na rogu z ul. Wąską – budynek dawnej szkoły żydowskiej (obecnie w budynku mieści się VI Liceum Ogólnokształcące im. Adama Mickiewicza)

## Zabudowa
- ul. św. Wawrzyńca 5 – kamienica, 1911.
- ul. św. Wawrzyńca 7 – kamienica, proj. Leopold Tlachna, 1891.
- ul. św. Wawrzyńca 9 – kamienica, proj. Leopold Tlachna, 1891.
- ul. św. Wawrzyńca 11 (ul. Gazowa 1) – kamienica, proj. Nachman Kopald, 1907.
- ul. św. Wawrzyńca 20 – kamienica, proj. Beniamin Torbe, 1888.
- ul. św. Wawrzyńca 27 – kamienica, proj. Samuel Singer, 1924.
- ul. św. Wawrzyńca 28 – kamienica, 1892.
- ul. św. Wawrzyńca 30 – kamienica, proj. Adam Dębski, 1894.
- ul. św. Wawrzyńca 31b – kamienica, proj. Leon Lieberman, 1937.
- ul. św. Wawrzyńca 32 – kamienica, proj. Zygmunt Prokesz, 1932.
- ul. św. Wawrzyńca 33 – kamienica, proj. Izydor Goldberger, 1930.
- ul. św. Wawrzyńca 38 – kamienica, proj. Leon Lieberman, 1937.
- ul. św. Wawrzyńca 39 – kamienica, proj. Rudolf Morgenbesser, Izydor Goldberger, 1935.
- ul. św. Wawrzyńca 41 – kamienica, proj. Henryk Ritterman, 1931.

Opracowano na podstawie źródła:

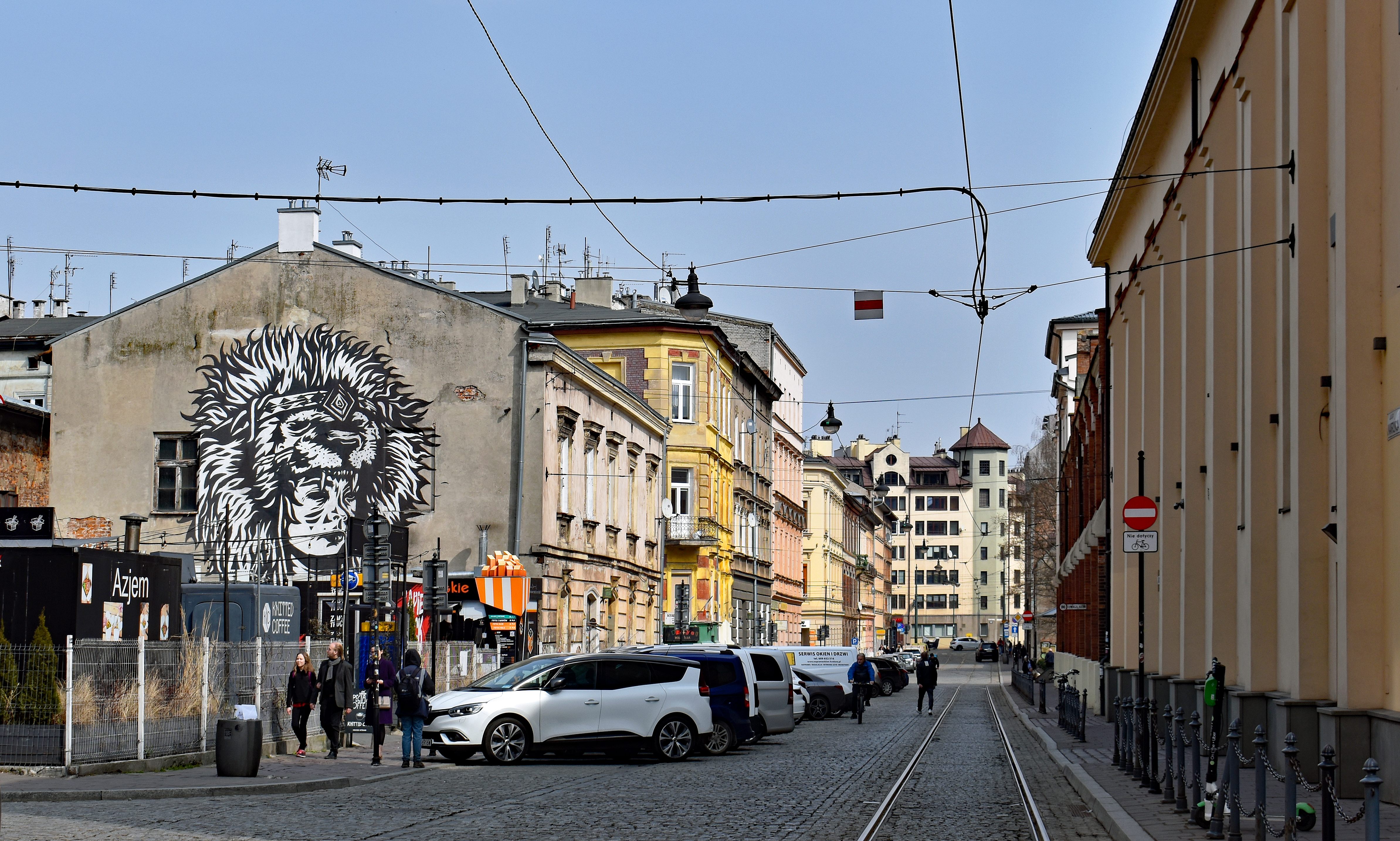
Widok od ul. Wąskiej na wschód
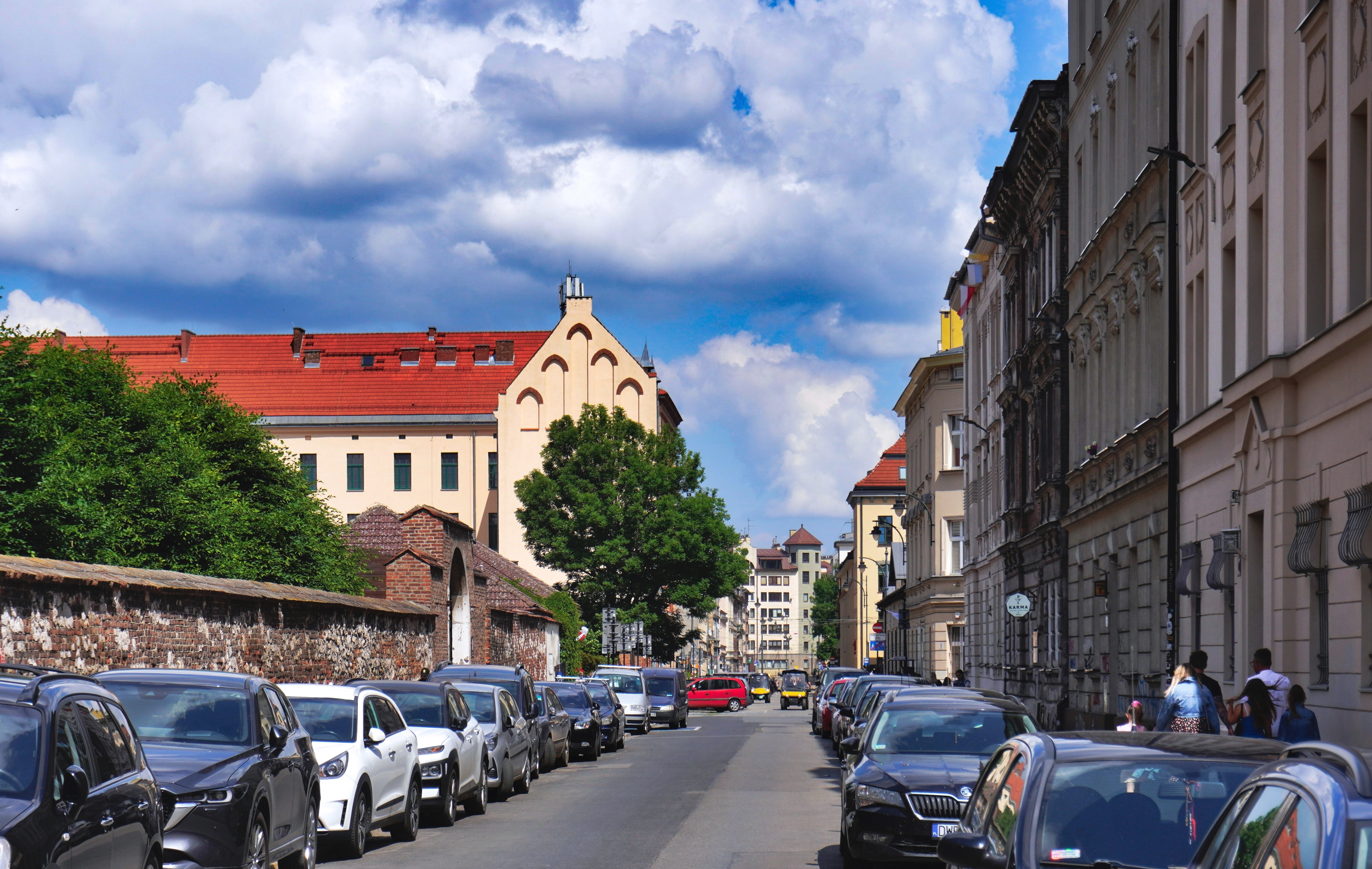
Widok od Placu Wolnica na wschód
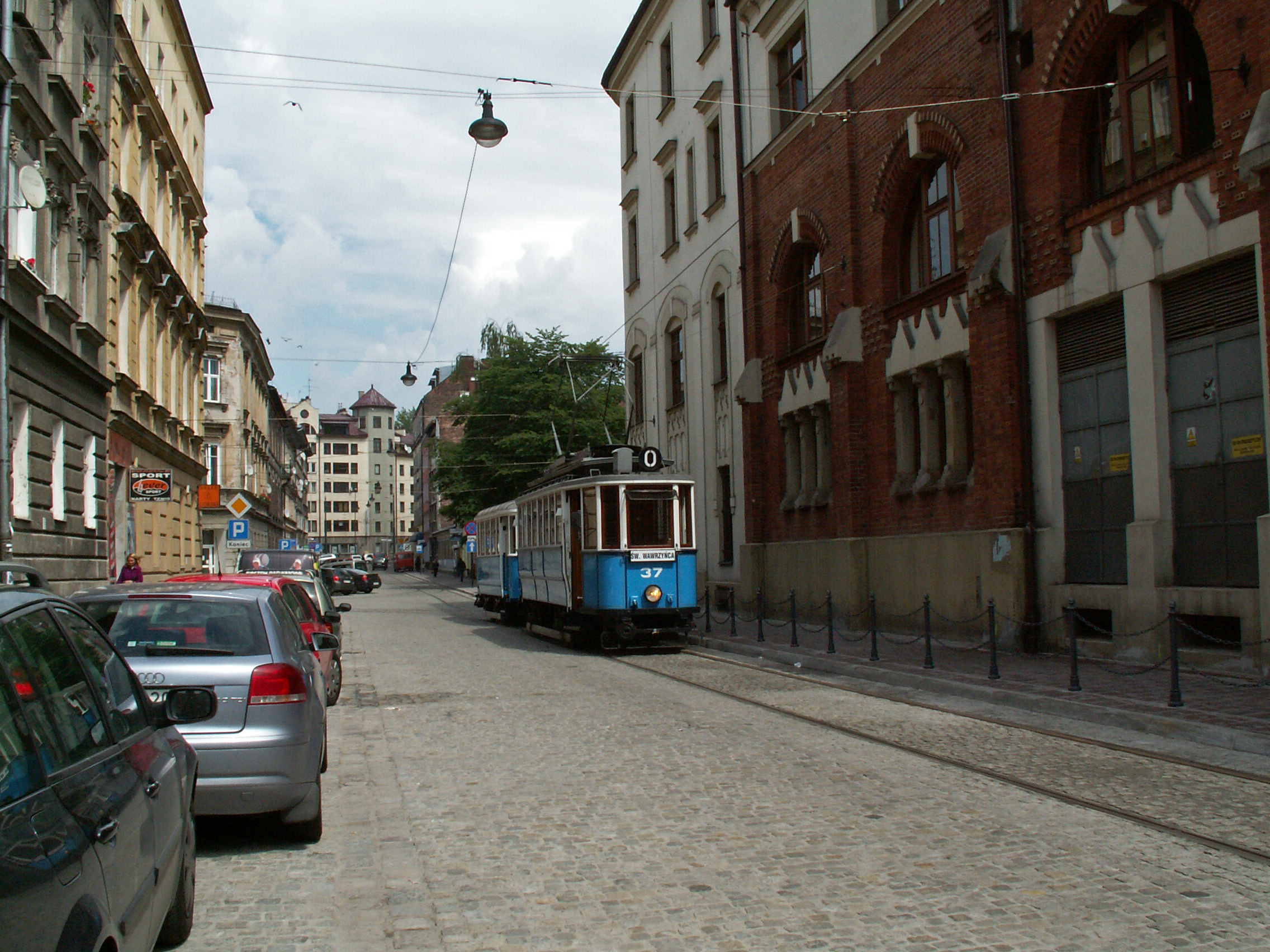
Tramwaj linii 0 zjeżdżający do zajezdni
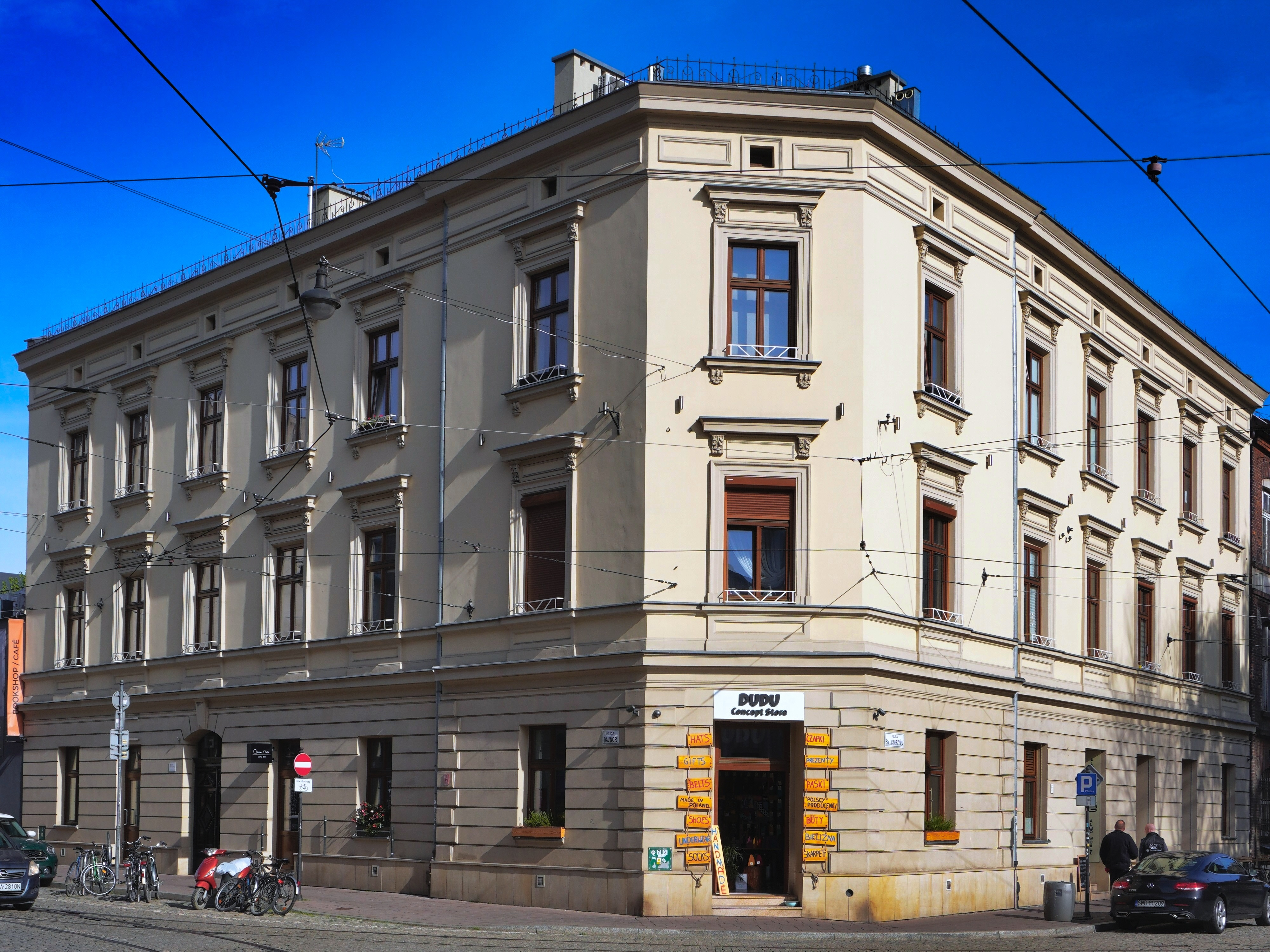
ul. św. Wawrzyńca 30 Kamienica (XIX wiek)